# Koji Makaino
Kōji Makaino (馬飼野 康二, Makaino Kōji, nascido em 26 de janeiro de 1948) é um compositor, arranjador e músico pop japonês. Ele é irmão mais velho do compositor Shunichi Makaino.

## Biografia
Makaino nasceu na cidade de Toyohashi, na província de Aichi. Seu pai, Noboru, era um amante da música e compositor amador, e ele fez com que Koji se familiarizasse com instrumentos musicais. Ele, seu pai e seu irmão tocavam juntos em uma banda de tango. Depois de se formar na Escola Secundária Comercial da Prefeitura de Aichi em Toyohashi, ele estudou música no Naomi College of Music antes de abandonar o curso em 1967 para se juntar a um grupo chamado "Blue Sharm". O grupo lançou apenas quatro singles e se separou em 1970.
Desde 1972, quando fez os arranjos para o álbum Chance wa Ichido de Hideki Saijo, ele trabalha com composição e arranjos. Ele tem se destacado na composição de Kayōkyoku, canções de ídolos, enka, trilhas sonoras de filmes, dramas de TV e animes, além de músicas comerciais, entre outras. Além de suas centenas de composições, ele foi responsável pela trilha sonora de diversas séries de anime, principalmente The Rose of Versailles, e algumas séries e filmes live action. Ele trabalhou sob os pseudônimos Mark Davis, Jimmy Johnson, Michael Korgen, pelo fato de que desde o final da década de 1970, muitos artistas estrangeiros foram contratados em CMs de TV, e porque ele queria mostrar que tinha um estilo estrangeiro em alguns aspectos.
Compôs algumas músicas para a banda LAZY, de Hironobu Kageyama, incluindo os sucessos "Hey! I Love You"; "Ai Ni Wa Ai Wo".

## Composições[3]
As composições de Makaino são:

## Filmografia
Filmes, séries de anime, etc. onde Makaino foi creditado pela trilha sonora:

### Filmes
- The Happines of the Katakuris
- The Audition
- Seito Shokun!
- Ai to Makoto

### Animes
Listados pelo ano em que começaram a ser exibidos.
- Shin Ace wo Nerae! (1978)
- A Rosa de Versalhes (1979)
- Combat Mecha Xabungle (1982)
- Creamy Mami, the Magic Angel (1983, apenas arranjo)
- Persia, the Magic Fairy (1984)
- Pastel Yumi, the Magic Idol (1986)
- Bubblegum Crisis (1987, animação original em vídeo )
- The Burning Wild Man (1988)
- The Adventures of Hutch the Honeybee (remake de 1989)
- Yadamon (1992)
- Nintama Rantaro (1993)

### Filmes de anime
- Nintama Rantaro Dokutake Ninja-tai Saikyou no Gunshi (2024)[4]

### Séries dramáticas de TV
- Supergirl
- Hana no Joshiko Sentokatorea Gakuen
- Getsuyō Drama Land
- Ten Made Agare

### Animação de vídeo original
- Cream Lemon (1984 - 1993)